# Palinuro (schip, 1934)
De Palinuro is een driemaster barkentijn met een stalen romp, in dienst als opleidingsschip bij de Italiaanse Marine.

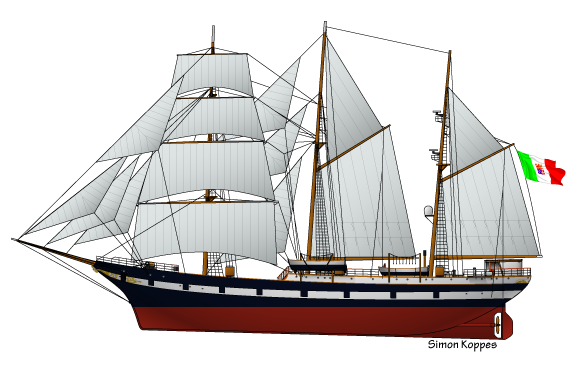
Lijntekening van de Palinuro

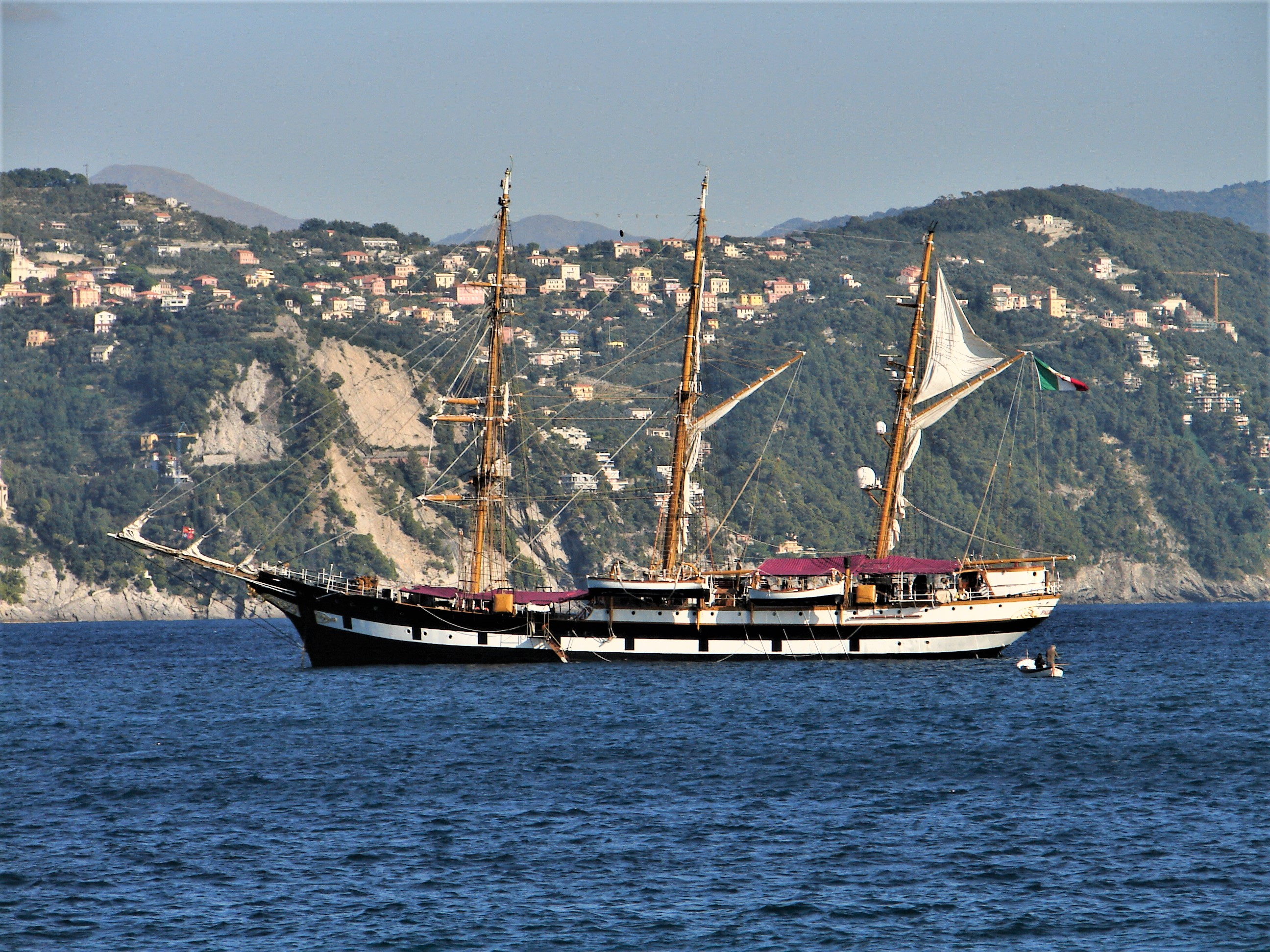
Palinuro voor de kust van Ligurië

Het Italiaanse opleidingsschip Palinuro is vernoemd naar de beroemde stuurman van het schip van Aeneas: Palinurus (na de Val van Troje zwierven de verslagen Trojanen langs de kusten van de Middellandse Zee). Palinurus wordt gezien als het voorbeeld van een ervaren zeevaarder of gids.
In opdracht van Joseph Briand gebouwd op de werf Anciens Chantiers Dubigeon in Nantes (gelijktijdig met zijn zusterschip Lieutenant René Guillon) en Commandant Louis Richard gedoopt, zou het schip oorspronkelijk als barkentijn worden uitgevoerd. Echter de bouwkosten van beide schepen ruïneerde de opdrachtgever nog voor de schepen klaar waren. De nieuwe eigenaar Pècheries du Labrador uit Saint-Malo voltooide de schepen als schoener, bedoeld voor de kabeljauwvangst.
In 1948 werd de Commandant Louis Richard gekocht door de reder Bonin in Noirmoutier-en-Île, alsnog omgebouwd tot barkentijn en tot Jean Marc Aline herdoopt. Het was de bedoeling om in de zuidelijke Indische Oceaan te vissen. Deze activiteit bleek uiteindelijk niet winstgevend, waardoor het schip in de verkoop ging.
In 1951 was de Italiaanse Marine op zoek naar een vervanging voor de Cristoforo Colombo (overgedragen aan de Sovjet-Unie), kocht het schip en doopte hem Palinuro. Na een volledige vernieuwing werd het schip in gebruik genomen voor de opleiding van marine middenkader.

## Technische gegevens
- tonnage: 858 bruto
- waterverplaatsing: 1.341 ton
- lengte: 69 m over alles
- breedte: 10 m
- diepgang: 4,8 m
- masthoogte boven water: 37,5 m
- zeiloppervlak: 899 m²
- MMSI: 247939000
- IMO: niet beschikbaar
- Call sign: IGMX